# والتر هالشتاين
والتر هالشتاين (بالألمانية: Walter Hallstein)
(17 نوفمبر 1901 - 29 مارس 1982) كان أكاديميًا ودبلوماسيًا ورجل دولة ألمانيًا. وكان أول رئيس للجنة من الجماعة الاقتصادية الأوروبية وأحد الآباء المؤسسين للـ إتحاد الأوروبي.
بدأ هالشتاين مسيرته الأكاديمية في العشرينات من عمره في فايمار وأصبح أصغر أستاذ قانون في ألمانيا في عام 1930، وهو في التاسعة والعشرين من عمره. وخلال الحرب العالمية الثانية شغل منصب ملازم أول في الجيش الألماني في فرنسا. أسره من قبل القوات الأمريكية في عام 1944، أمضى بقية الحرب في معسكر لأسرى الحرب في الولايات المتحدة، حيث نظم «جامعة المخيم» لزملائه الجنود. بعد الحرب عاد إلى ألمانيا واستمر في مسيرته الأكاديمية. أصبح رئيس الجامعة من جامعة فرانكفورت في عام 1946 وقضى عاما كأستاذ زائر في جامعة جورج تاون منذ عام 1948. وفي عام 1950 تم تجنيده إلى السلك الدبلوماسي، ليصبح الموظف المدني الرئيسي في وزارة الخارجية الألمانية، حيث أعطى اسمه لمبدأ هالشتاين، سياسة ألمانيا الغربية في عزل ألمانيا الشرقية دبلوماسيا.
ولأنه مدافع قوي عن أوروبا الفيدرالية، لعب هالشتاين دورًا رئيسيًا في السياسة الخارجية لألمانيا الغربية ثم في التكامل الأوروبي. وكان واحدا من مهندسي الفحم والصلب الاتحاد الأوروبي والرئيس الأول للجنة من الجماعة الاقتصادية الأوروبية، التي ستصبح فيما بعد الاتحاد الأوروبي. شغل المنصب من عام 1958 إلى عام 1967 وكان الألماني الوحيد الذي تم اختياره رئيسًا للمفوضية الأوروبية أو سابقاتها حتى اختيار أورسولا فون دير لاين في عام 2019. اشتهر هالشتاين دوره على أنه «نوع من رئيس الوزراء الأوروبي» واعتبر السيادة الوطنية «عقيدة الأمس».
غادر هالشتاين منصبه بعد اشتباك مع الرئيس الفرنسي شارل ديغول، وانتقل إلى السياسة الألمانية كعضو في البرلمان، كما شغل منصب رئيس الحركة الأوروبية من 1968 إلى 1974. وهو أيضًا مؤلف الكتب والعديد من المقالات وخطب عن التكامل الأوروبي وعن المجتمعات الأوروبية.

## روابط خارجية
- والتر هالشتاين على موقع مونزينجر (الألمانية)